# Davie Kemp
Davie Kemp (Dundee, 5 agosto 1950) è un ex calciatore scozzese, di ruolo centrocampista.

## Carriera
Nel 1974 viene ingaggiato dai neonati S.J. Earthquakes, franchigia statunitense nel quale militò sino al 1978. Con i Quakes otterrà come miglior piazzamento il raggiungimento delle semifinali nella stagione 1976. Con gli Earthquakes vinse anche la stagione NASL indoor 1975.
Proseguirà la carriera sino al 1981 nell'indoor soccer in forza ai San Francisco Fog.

## Palmarès

### Indoor soccer
- NASL Indoor: 1

San Jose Earthquakes: 1975.